# Blake’s 7
Blake’s 7 ist eine britische Science-Fiction-Fernsehserie, die von 1978 bis 1981 für die BBC produziert wurde. Insgesamt gibt es vier Staffeln mit jeweils 13 Folgen, die allesamt noch nicht im deutschen Fernsehen zu sehen waren.
Die Titelfigur Blake wird von Gareth Thomas gespielt. Mit seiner Mannschaft aus Gesetzlosen macht er das Universum unsicher, während die „Föderation“ hinter ihnen her ist. Deren Anführerin Servalan ist eine starke und Furcht einflößende Frau, die ihren Verbündeten dauernd in den Rücken fällt.
Im Gegensatz zu anderen Science-Fiction-Serien sind die weiblichen Protagonisten nicht nur da, um einen schönen Anblick zu bieten oder von männlichen Helden gerettet zu werden, sondern haben jeweils Fähigkeiten, die sie in die Handlung einbringen, so beispielsweise Cally (Jan Chappell), die über Psi-Fähigkeiten verfügt, oder Jenna (Sally Knyvette), die eine gute Pilotin ist.

## Remake
2008 plante der britische Fernsehsender Sky1 ein Remake der Serie, die Idee wurde jedoch 2010 wieder verworfen.
Die Idee zu einem Remake wurde später vom amerikanischen Fernsehsender Syfy wieder aufgegriffen, der 2013 eine erste Staffel eines Remakes Auftrag gab. Die Serie sollte dreizehn einstündige Folgen umfassen. Als Autor der neuen Serie war Joe Pokaski vorgesehen, die Regie sollte Martin Campbell übernehmen.
Im August 2013 wurde bekannt, dass das IT-Unternehmen Microsoft das Projekt von Syfy übernommen hat. Die Serie wird nun von Motion Picture Capital neu entwickelt und soll über Microsofts Onlinenetzwerk Xbox Live ausgestrahlt werden. Als Regisseur ist noch immer Campbell vorgesehen.